# Folketingsvalget 1903
Folketingsvalget den 16. juni 1903.
| Partier              | Partiformand                     | Stemmer | Pct. af stemmetal | Mandater | +/-    |        |
| -------------------- | -------------------------------- | ------- | ----------------- | -------- | ------ | ------ |
| Folketingets Venstre | J. C. Christensen                | 112.034 | 47,74             | 72       | -3     |        |
| Højre                | Emil Piper                       | 49.109  | 20,15             | 12       | +4     |        |
| Socialdemokratiet    | Peter Knudsen                    | 48.046  | 20,47             | 16       | +2     |        |
| Moderate Venstre     | Klaus Berntsen & Niels Neergaard | 17.167  | 7,32              | 12       | -4     |        |
| Udenfor Partierne    |                                  | 5.459   | 2,33              | 1        | +1     |        |
| Nej-stemmer          |                                  | 4.670   | 1,99              |          |        |        |
| Valgdeltagelse       | Valgdeltagelse                   | 62,98%  | 62,98%            | 62,98%   | 62,98% | 62,98% |

(+/-) – Forskellen af antal pladser i Folketinget i forhold til fordelingen ved forrige valg.
Nej-stemmer er fra valgkredse, hvor der kun var en enkelt kandidat opstillet. Iflg. valgloven dengang, kunne man stemme i mod en kandidat, hvis mindst 50 personer begærede ønske om afstemning. Hvis der ikke var 50 personer, så ville kandidaten vinde mandater ved fredsvalg.